# Plectranthus kivuensis
Plectranthus kivuensis là một loài thực vật có hoa trong họ Hoa môi. Loài này được (Lebrun & Touss.) R.H.Willemse miêu tả khoa học đầu tiên năm 1985.